# Большой Верхний Нил
Большой Верхний Нил — регион на северо-востоке Южного Судана. Он назван в честь Белого Нила, притока реки Нил.

## История
Регион Большого Верхнего Нила вышел из состава Судана 9 июля 2011 года вместе с соседними южными суданскими регионами Бахр-эль-Газаль и Экватория.

## География
Большой Верхний Нил граничит с Эфиопией на востоке и Суданом на севере. Южносуданский регион Бахр-эль-Газаль находится на западе, а регион Экватория — на юге.

### Административное деление
- Джонглей
- Верхний Нил
- Западный Верхний Нил
- Административный район Пибор
- Административный район Рувенг